# Juan de Castellanos
Juan de Castellanos (ur. 9 marca 1522 w Alanís, zm. 27 listopada 1607 w Tunji) – hiszpański żołnierz, konkwistador, duchowny, kronikarz i poeta, uważany za pierwszego twórcę literatury kolumbijskiej. 

## Życiorys
Życie Juana de Castellanos przebiegało na dwóch półkulach. Urodził się w Alanís w Hiszpanii. Zaciągnął się do służby w hiszpańskich posiadłościach w Ameryce. Po porzuceniu zawodu żołnierza został duchownym. Jako ksiądz kanonik poświęcił się pracy literackiej. Zmarł w mieście Tunja. 

## Twórczość
Juan de Castellanos jest autorem dzieła Elegías de varones ilustres de Indias. Ten ogromny epos, liczący ponad sto trzynaście tysięcy wersów, uchodzi za najdłuższe dzieło wierszowane napisane kiedykolwiek po hiszpańsku. Pierwsza jego część została wydana w Madrycie w 1588 roku. Poemat, podobnie jak Araukana Alonsa de Ercilla y Zúñiga, opowiada o wczesnym etapie kolonizacji Ameryki przez Hiszpanów. Został też ułożony tą samą strofą – oktawą, czyli zwrotką ośmiowersową rymowaną abababcc, składającą się z wersów jedenastozgłoskowych.